# Batalla de Melitòpol
|  | Aquest article es refereix a esdeveniments derivats de la Invasió russa d'Ucraïna del 2022. |

La batalla de Melitòpol va ser un enfrontament militar entre les forces armades ucraïneses i russes prop de Melitòpol al sud d'Ucraïna com a part de la invasió russa d'Ucraïna el 2022 engegada des de Crimea. Va formar part de l'ofensiva de Kherson.

## Batalla
A les 10:30h UTC+02:00 del 25 de febrer de 2022, les forces russes van entrar a Melitòpol. Segons el governador local Oleksandr Starukh, es dispararen obusos que van colpejar edificis d'apartaments i es van produir intenses batalles al carrer. Entre les 10 i les 11 del matí, es va produir un atac blindat que va provocar un incendi i deixà rastres de vehicles i cotxes cremats. Segons fonts no oficials, l'ajuntament local va ser bombardejat i una captura de pantalla d'imatges gravades mostraven tancs rodant pel carrer principal de la ciutat. Durant la batalla, les tropes invasores van disparar contra un hospital de la ciutat, matant 4 persones i ferint-ne 10.
El lideratge de la ciutat va rendir el municipi més tard, el 25 de febrer, amb les forces russes ocupant la localitat completament. Les forces ucraïneses van llançar aleshores una contraofensiva a l'àrea ocupada. Rússia va afirmar el 26 de febrer que havia pres la ciutat, però el ministre de les Forces Armades Britàniques James Heappey va dir que Melitòpol encara semblava estar sota control d'Ucraïna.
El 26 de febrer, les forces russes van aixecar banderes russes als edificis administratius de la ciutat. Starukh va afirmar que els enfrontaments encara continuaven a la ciutat, i que es van informar de focs amb les forces de defensa locals.  També va declarar que els combats entre les tropes russes i ucraïneses van continuar durant la nit, amb 14 soldats ucraïnesos ferits. Segons l'alcalde, Ivan Fedorov, els serveis públics es van interrompre i va confirmar que la clínica d'oncologia local havia estat danyada.
L'1 de març, després d'un breu suspens, les forces russes van començar a preparar-se per reprendre el seu atac a Melitopol i altres ciutats. L'alcalde va declarar més tard que Melitopol "no s'havia rendit", però que les forces russes havien ocupat la ciutat amb èxit. Fedorov també va destacar la situació humanitària a la ciutat, dient que la gent tenia problemes per retirar diners dels bancs i va instar els ciutadans a racionar els seus subministraments, ja que els problemes de reposar les existències de gasolina, gasoil, gas, així com aliments i medicaments encara no s'havien resolt. Un oficial del Departament de Defensa dels Estats Units també va confirmar que Melitopol havia estat recapturat per les forces russes.

## Ocupació
Després de la caiguda de la ciutat, Melitopol va quedar sota una ocupació militar russa.  Es van produir múltiples protestes durant l'ocupació russa de la ciutat.
L'11 de març, al voltant de les 15 h 45 (UTC+2), mentre es trobava al centre de crisi per mor de gestionar els problemes de subministrament, el alcalde de la ciutat, Ivan Fedorov, va ser segrestat per les tropes russes d'ocupació.
El 13 de març, l'Ajuntament de Melitopol va declarar que "Les tropes d'ocupació de la Federació Russa estan intentant crear il·legalment una administració d'ocupació de la ciutat de Melitopol".  Va fer una crida a la fiscal general d'Ucraïna, Iryna Venediktova, perquè iniciés una investigació prèvia al judici sobre Daniltxenko i el seu partit Bloc de l'oposició per traïció. Ukrayinska Pravda va informar que l'exèrcit rus havia segrestat el president del Consell de Districte de Melitopol, Serhiy Priyma, i havia intentat segrestar el secretari de l'Ajuntament, Roman Romanov. Mentrestant, s'han vist vehicles militars russos anunciant per megafonia que s'havien prohibit les concentracions i manifestacions i que s'imposava un toc de queda de 18.00 a 6.00 h.
Ucraïna afirma que les forces russes estan utilitzant tancs T-62 a la zona de Melitopol.